# Aston Villa WFC
Aston Villa WFC är ett engelskt damfotbollslag från Birmingham. Laget spelar i FA Women's Super League och är organisatorisk knutet till klubben Aston Villa FC. 2019 bytte det namn från Aston Villa LFC till Aston Villa WFC.